# Mont-Saint-Michel
Le Mont-Saint-Michel (výslovnost: mon sen mišel; IPA: mɔ̃ sɛ̃ mi.ʃɛl), česky někdy Hora sv. Michaela, je žulový 80 metrů vysoký přílivový ostrov (s pevninou byl od r. 1879 spojen náspem, který byl následně zrušen, protože docházelo k vysychání zátoky; nyní spojuje ostrov s pevninou most) v někdejším regionu Dolní Normandie (Basse-Normandie) v severozápadní Francii ve stejnojmenném zálivu u normandského pobřeží (département Manche). Rozdíl výšky mořské hladiny při přílivu a odlivu je cca 15 m (nejvíce v Evropě), takže buď je „hora“ obklopena tekutými písky, nebo „plave v moři“. Odlivem se obnažuje mořské dno do vzdálenosti 10–15 km od pobřeží.
Nachází se zde četné historické památky (klášterní kostel z 11.–16. stol., gotické klášterní budovy, opevnění z 13.–15. stol.). Ostrov, záliv i klášter na území o rozloze 6 560 ha jsou od roku 1979 zapsány na Seznamu světového dědictví UNESCO.

## Historie

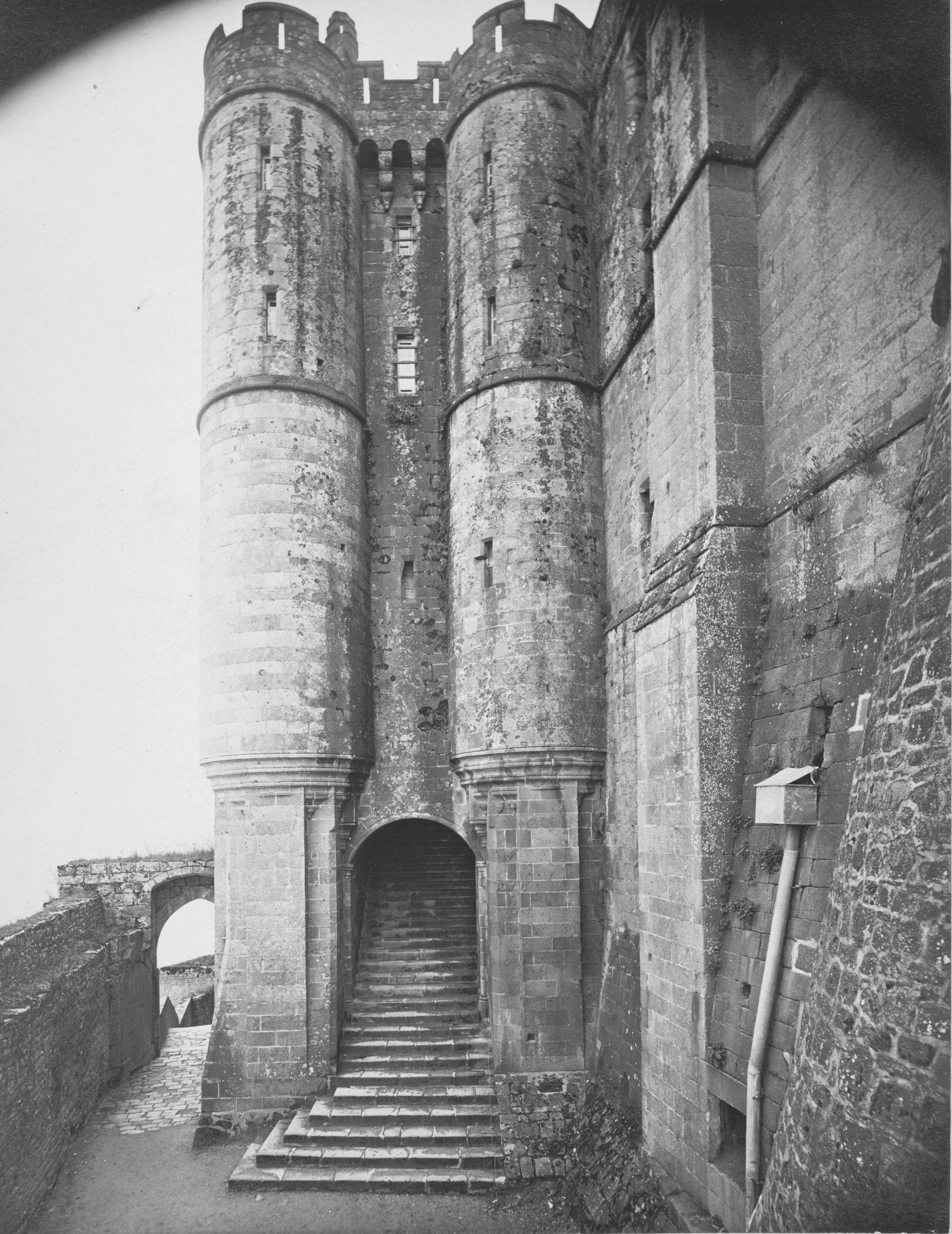
Mont-Saint-Michelské opatství, cca 1865–1895

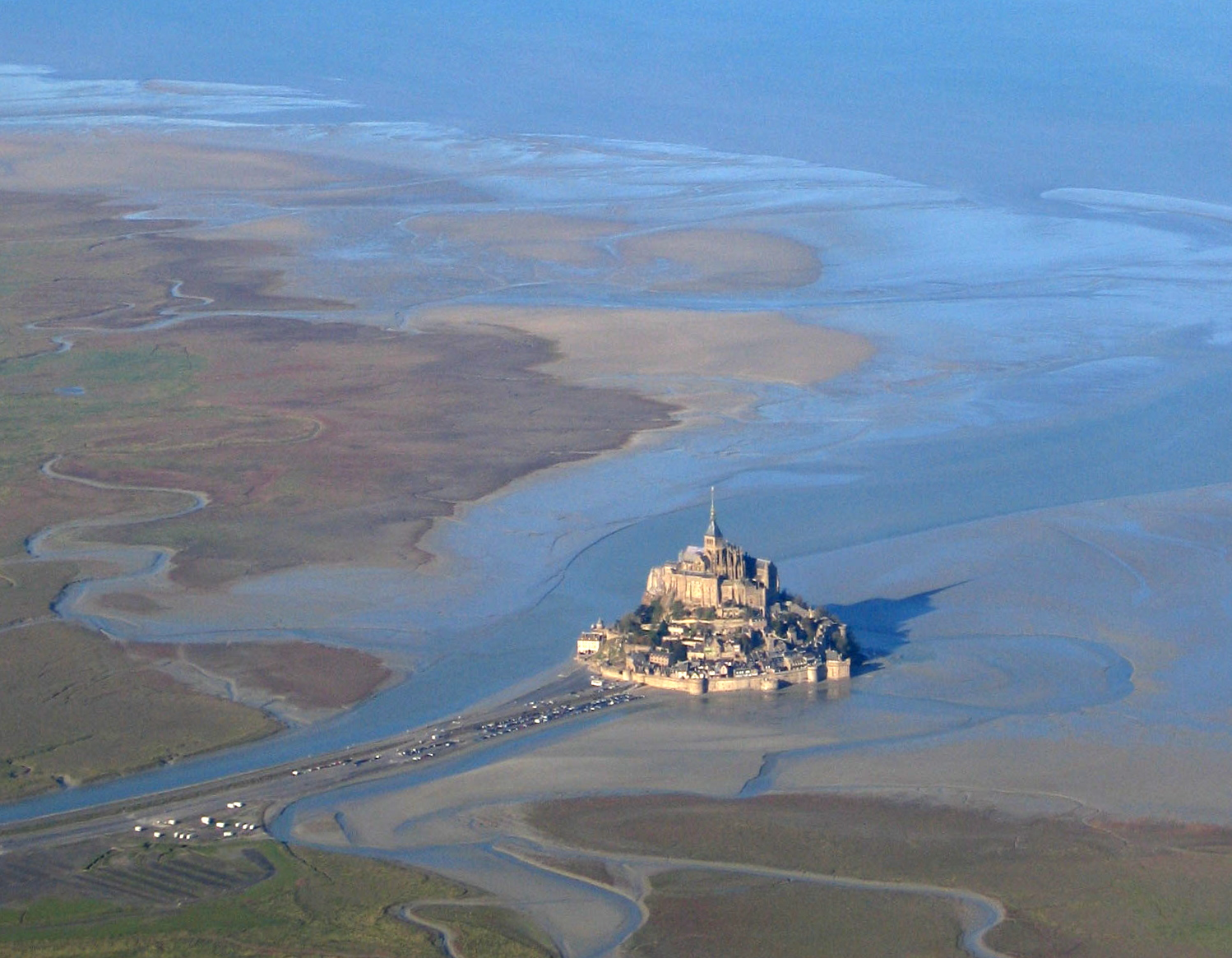
Mont-Saint-Michel z výšky (Francie)

Jakožto výrazná krajinná dominanta byl ostrov znám už Keltům (v jejich mytologii byla hora jedním z mořských hrobů, kam odcházely duše zemřelých). Podle legendy se roku 708 sv. Aubertovi, biskupu v nedalekém Avranches, zjevil archanděl Michael a přikázal mu, aby zde postavil modlitební kapli, což – po určitém odporu – v následujícím roce udělal. V roce 966 daroval Richard I., vévoda z Normandie, kapli benediktinům, kteří tu založili opatství, významné poutní místo a jedno ze vzdělanostních center západní Evropy. K poslednímu odpočinku zde byl uložen bretaňský vévoda Conan I. a jeho syn Geoffroy. Od 11. století sloužila hora též jako pevnost pro vojáky, kteří měli být k dispozici opatství, a králi. Na počátku 15. století, v době stoleté války mezi Anglií a Francií, se Angličané snažili třikrát dobýt Mont-Saint-Michel – nepovedlo se. I přesto ale klášter začal postupně mocensky a finančně upadat; velkou ránu jeho duchovnímu vlivu pak zasadila reformace.
V časech Francouzské revoluce bylo opatství Mont-Saint-Michel zrušeno a stalo se vězením. To stát zrušil roku 1863 a o 11 let později (na nátlak kulturní veřejnosti) byla hora prohlášena za národní památku. Až v roce 1966 bylo opatství symbolicky navráceno benediktinům u příležitosti oslav tisíciletého výročí jeho vzniku. Komunita benediktýnů zůstala v opatství až do roku 2001.
24. června 2001 byla na Mont-Saint-Michel povolána biskupstvím Coutances-Avranche Mnišská, laická a apoštolská bratrstva Jeruzalém, která zde prodlužují 1300(/1050)letou mnišskou přítomnost. Opatství zůstává majetkem státu a je spravováno Národním centrem historických památek a prostor.

## Fotogalerie

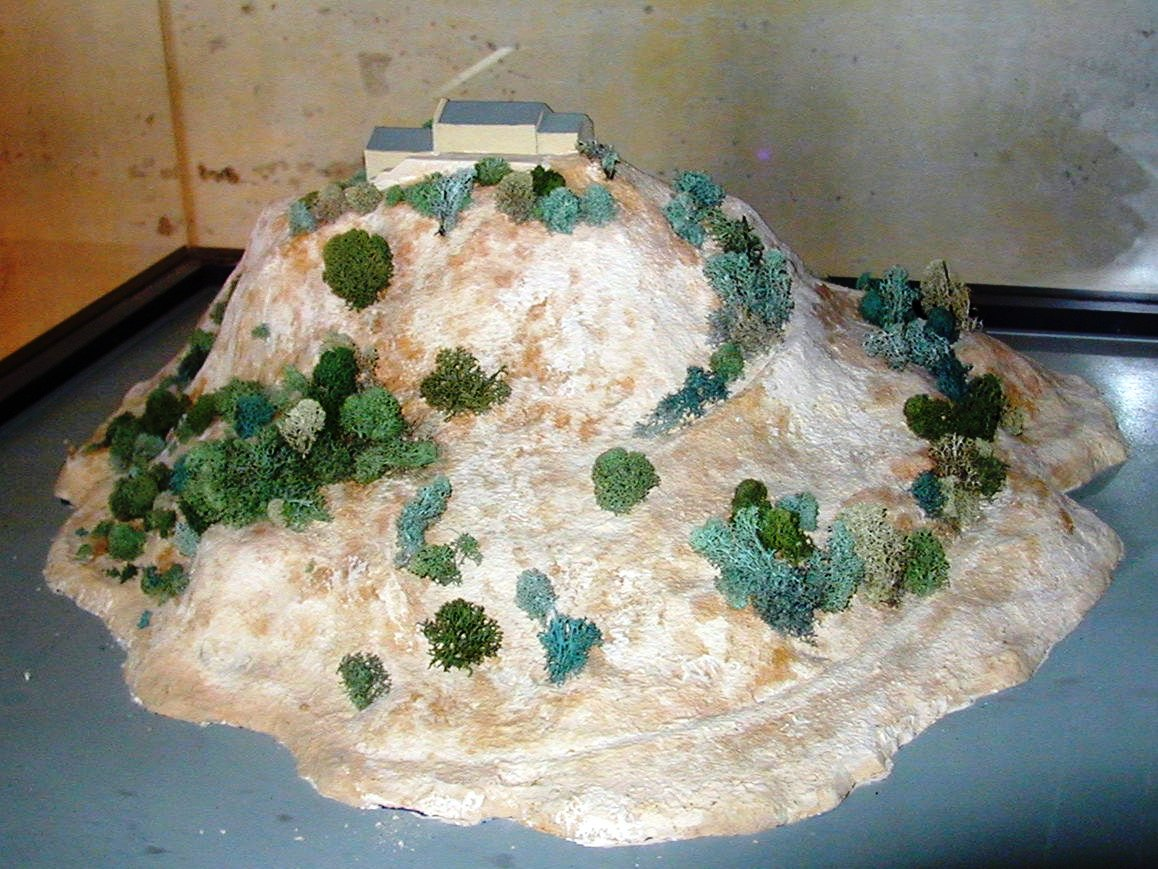
10. století
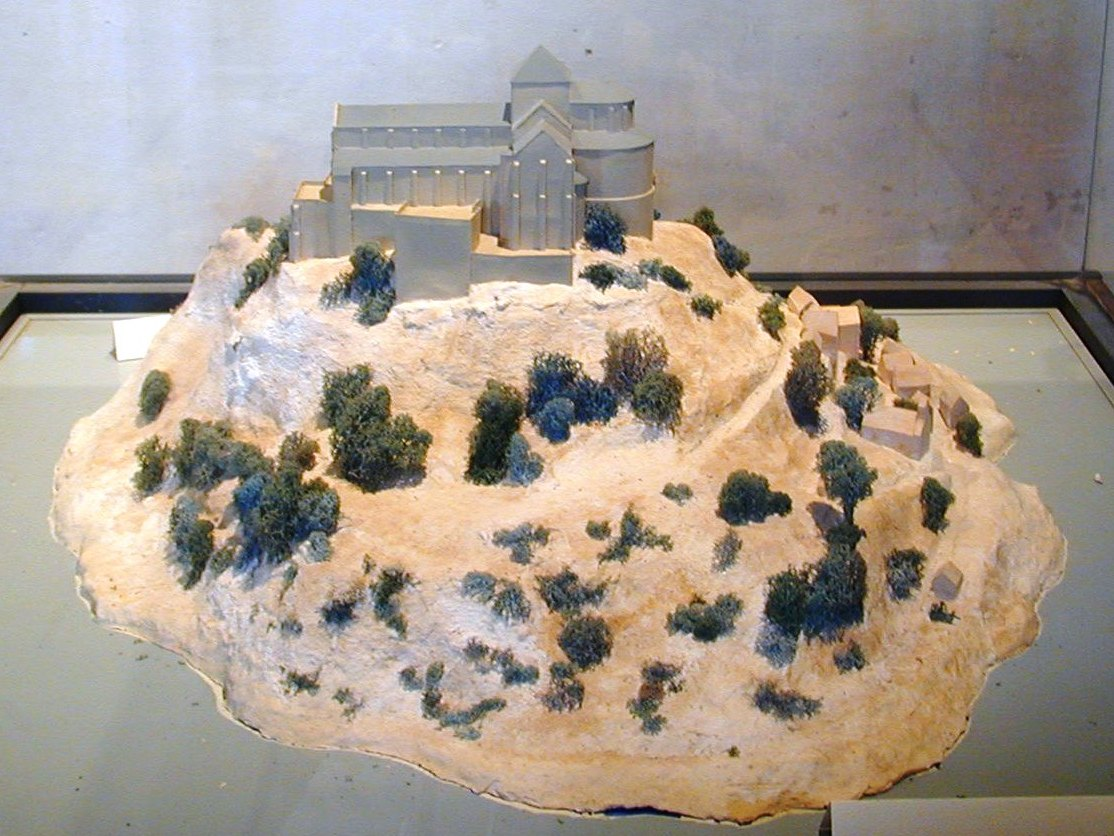
11.–12. století
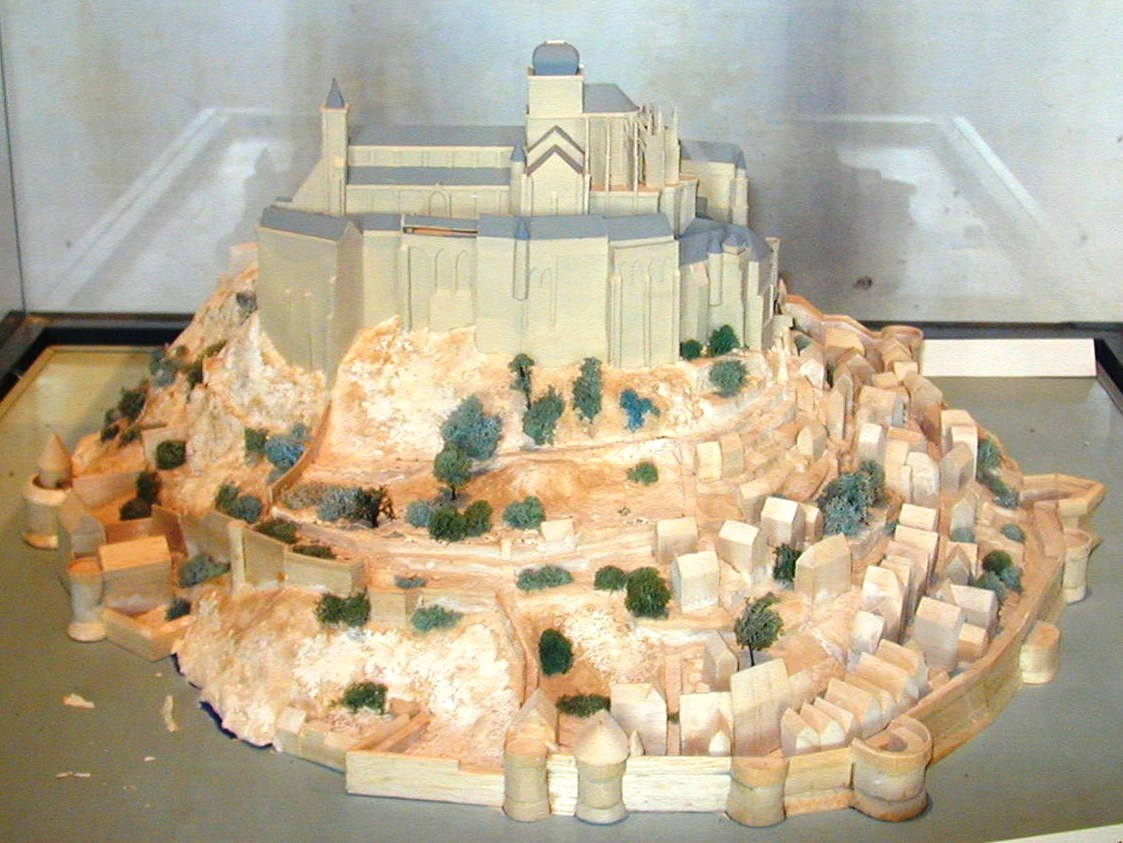
17.–18. století
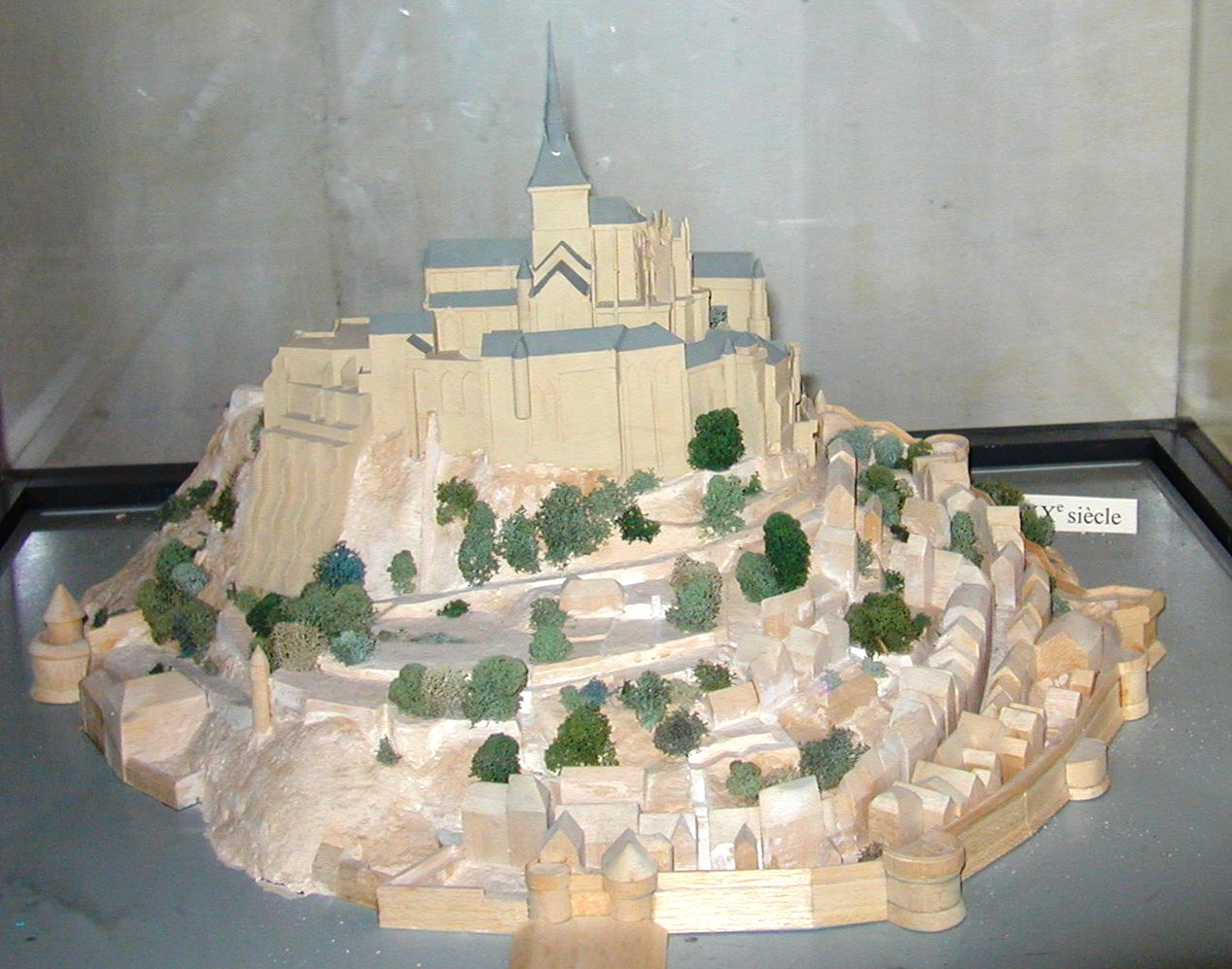
19.–20. století
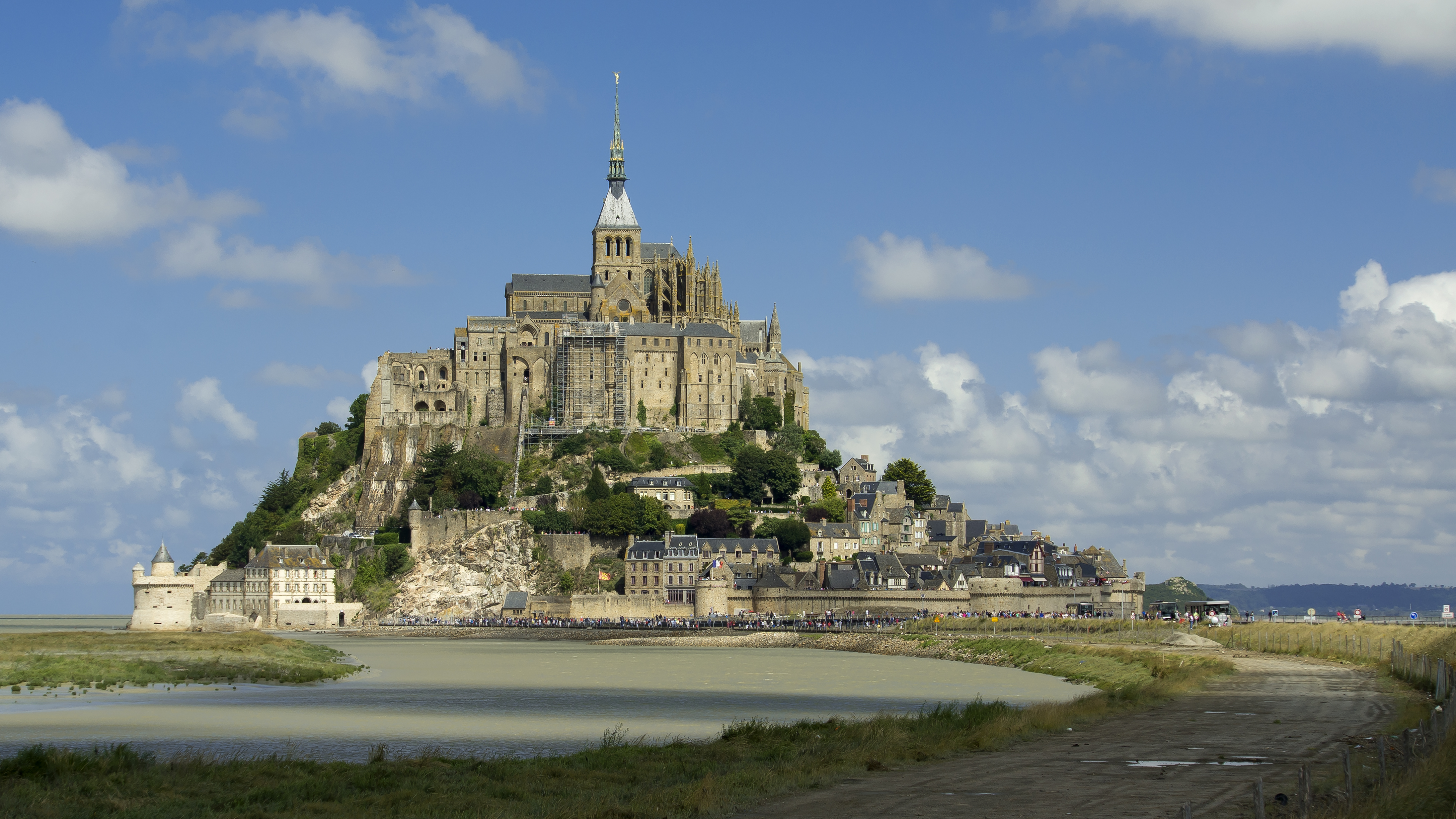
Mont-Saint-Michel
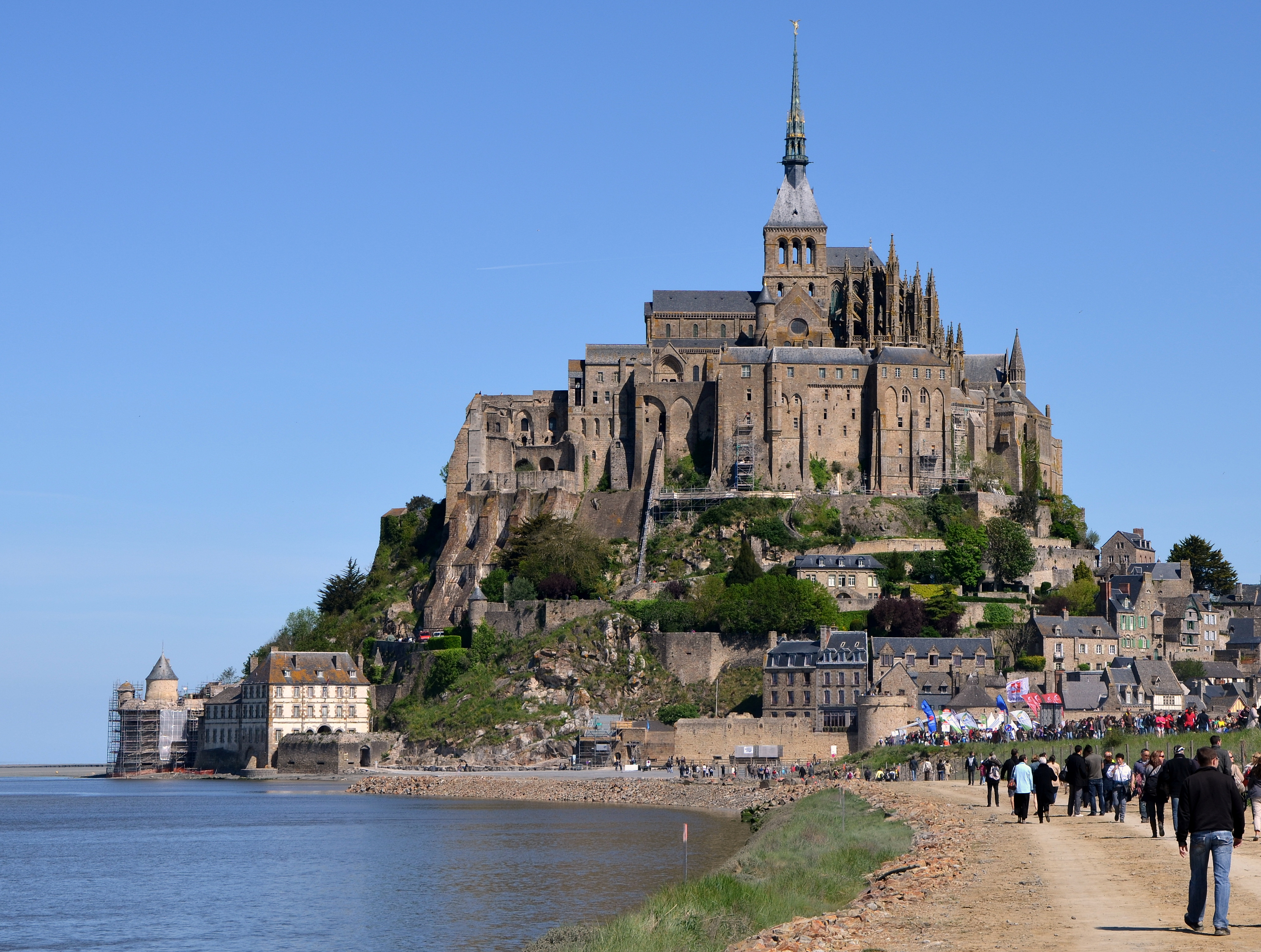
Mont-Saint-Michel
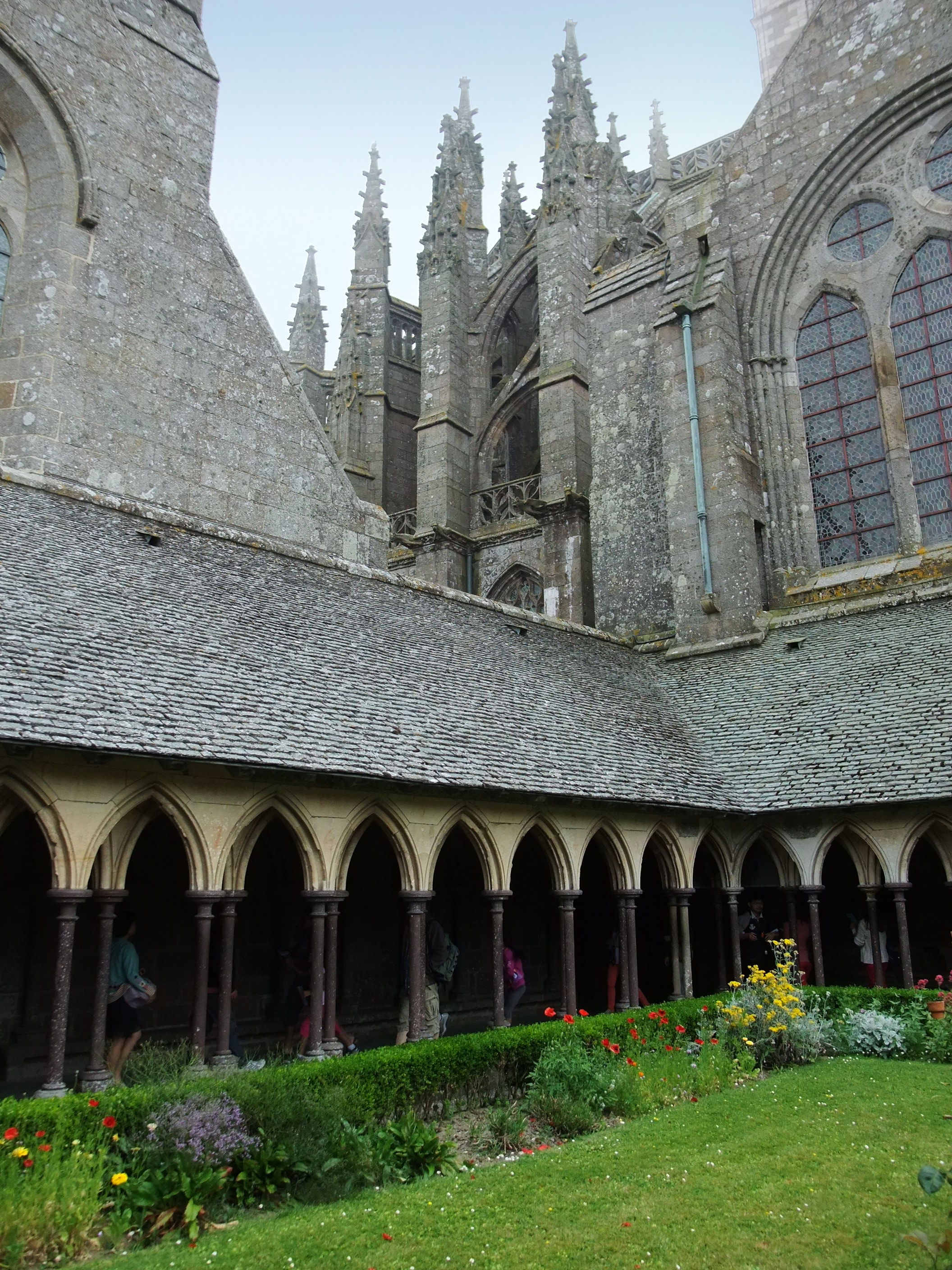
Mont-Saint-Michel
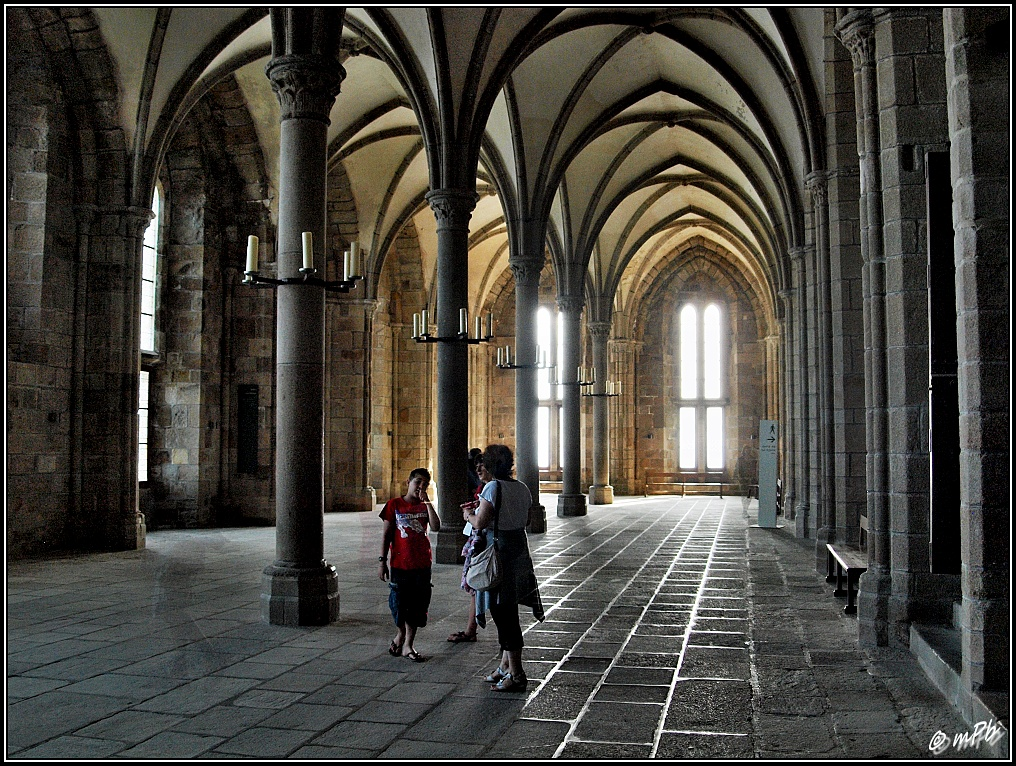
Mont-Saint-Michel – sloupový sál
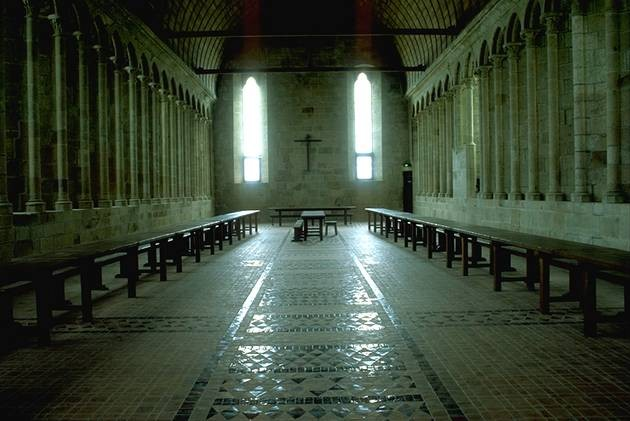
Mont-Saint-Michel
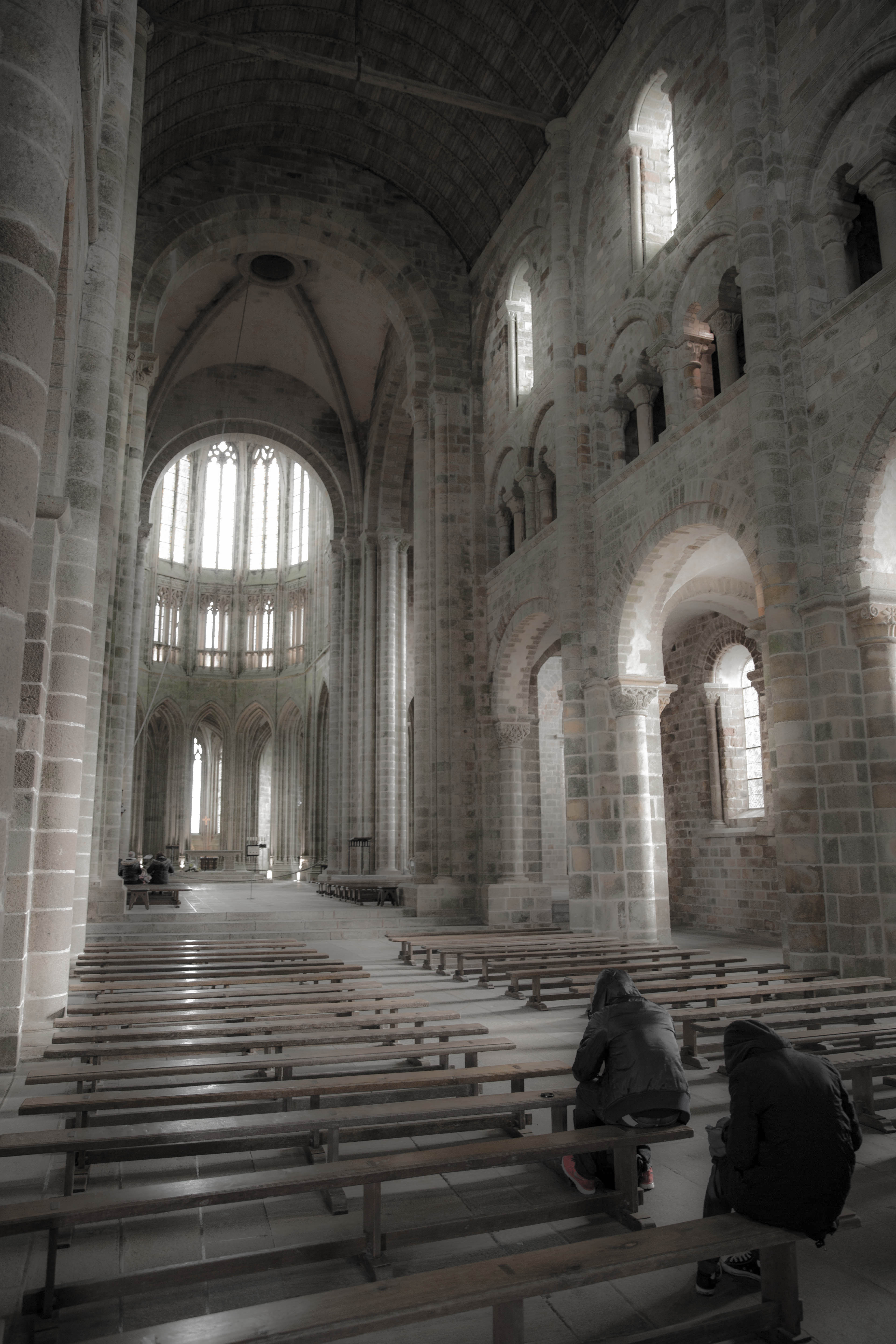
Opatství Mont-Saint-Michel
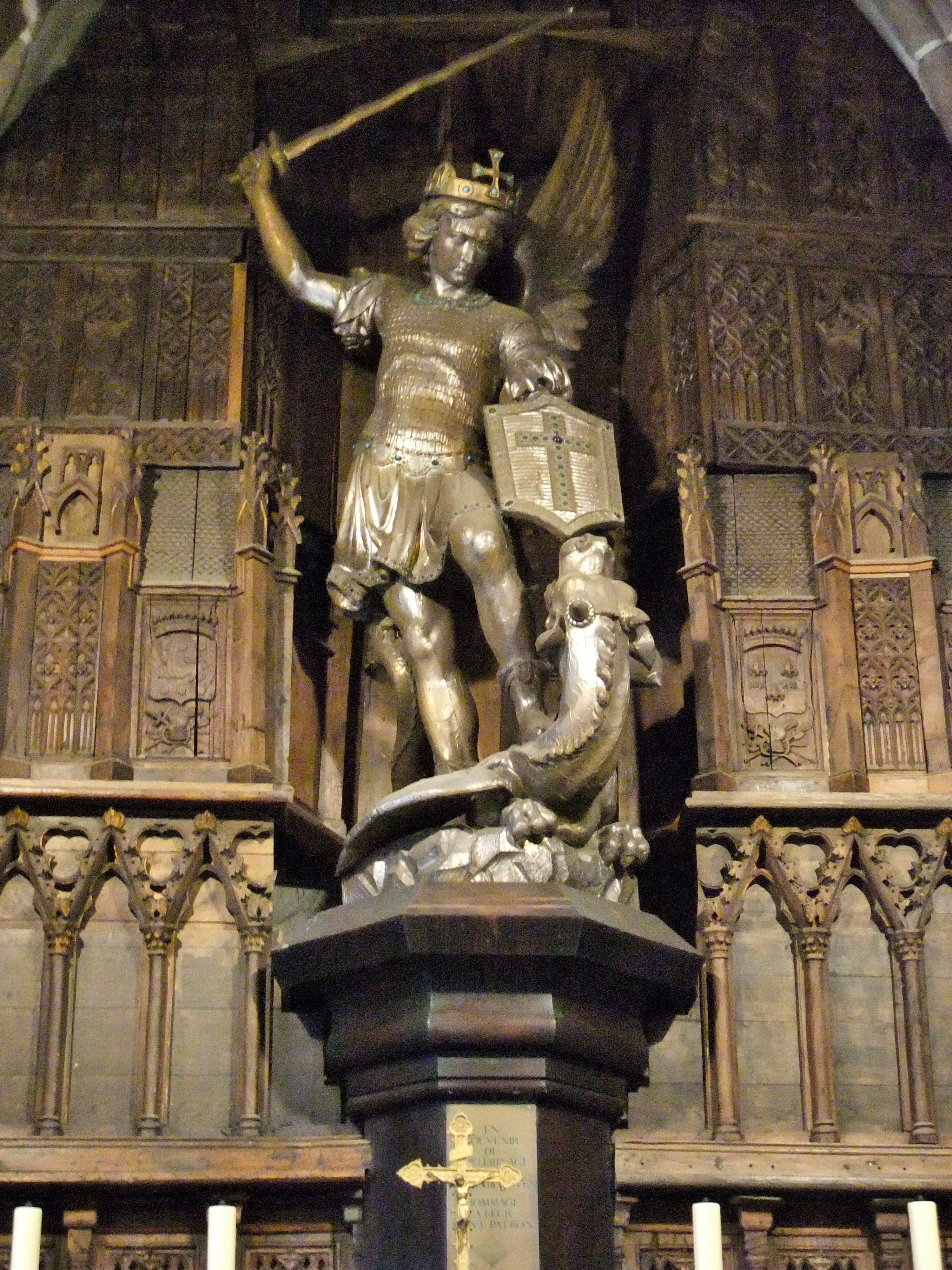
Socha archanděla Michaela – Mont-Saint-Michel

## Zajímavost
V roce 2013 zde končila 11. etapa jubilejního 100. ročníku cyklistické Tour de France, časovka jednotlivců na 33 km. Jako předjezdec ji absolvoval český handicapovaný cyklista Jiří Ježek.